# Челлендж-лига 2013/2014
Челлендж-лига 2013/2014 годов (нем. Challenge League 2013/2014) — 11-й розыгрыш Челлендж-лиги, второй лиги в футбольной системе Швейцарии.

## Участники
| Команда    | Город      | Стадион          | Вместимость |
| ---------- | ---------- | ---------------- | ----------- |
| Вадуц      | Вадуц      | Райнпарк Штадион | 6 127       |
| Шаффхаузен | Шаффхаузен | Брайте           | 7 300       |
| Виль       | Виль       | Бергхольц        | 5 850       |
| Лугано     | Лугано     | Стадио Корнаредо | 15 000      |
| Серветт    | Женева     | Стад де Женев    | 30 084      |
| Винтертур  | Винтертур  | Шютценвизе       | 8 550       |
| Биль-Бьенн | Биль       | Гурцелен         | 15 000      |
| Кьяссо     | Кьяссо     | Стадио Комунале  | 11 160      |
| Волен      | Волен      | Нидерматтен      | 3 734       |
| Локарно    | Локарно    | Лидо             | 11 000      |